# Jagdgeschwader 105
La Jagdgeschwader 105 (JG 105) (105e escadron de chasseurs) est une unité de chasseurs de la Luftwaffe pendant la Seconde Guerre mondiale.
Active de 1943 à 1945, l'unité était vouée à la formation des pilotes de chasse.

## Opérations
La JG 105 opère sur différents avions au cours de son activité : 
- Arado Ar 66, Ar 68 et Ar 96
- Messerschmitt Bf 108 Taifun et Bf 109
- Bücker Bü 131, Bü 133 et Bü 181
- Caudron C.445
- Dewoitine D.520
- Focke-Wulf Fw 56 et Fw 190
- Heinkel He 72
- Junkers W 34
- North American NA-67
- Potez 63
- Saiman 202
- Siebel Si 204

## Organisation

### Stab. Gruppe
Formé le 25 février 1943 à Villacoublay-Nord à partir du Stab/Jagdfliegerschule 5 (JFS 5). 

Il est dissous le 16 avril 1945.
Geschwaderkommodore (Commandant de l'escadron) :
| Début              | Fin               | Grade | Nom            |
| ------------------ | ----------------- | ----- | -------------- |
| 25 février 1943    | 31 août 1943      | Major | Richard Leppla |
| 1er septembre 1943 | 30 septembre 1944 | Major | Helmut Bolz    |
| 11 octobre 1944    | 16 avril 1945     | Major | Richard Leppla |

### I. Gruppe
Formé le 25 février 1943 à Villacoublay-Nord  à partir du I./JFS 5 avec :
- Stab I./JG 105 à partir du Stab I./JFS 5
- 1./JG 105 à partir du 1./JFS 5
- 2./JG 105 à partir du 2./JFS 5
- 3./JG 105 à partir du 3./JFS 5

Le 1./JG 105 a été anéanti durant un bombardement aérien, et est reformé le 22 juin 1944 à Markersdorf.
Le 4./JG 105 est formé en septembre à Bierbaum.
Gruppenkommandeure (Commandant de groupe) :
| Début             | Fin               | Grade     | Nom           |
| ----------------- | ----------------- | --------- | ------------- |
| 25 février 1943   | 13 septembre 1943 | Hauptmann | Otto Bertram  |
| Septembre 1943    | 15 septembre 1944 | Hauptmann | Jürgen Hepe   |
| 16 septembre 1944 | 30 septembre 1944 | Hauptmann | Erich Vollmer |
| 1er octobre 1944  | 30 mars 1945      | Hauptmann | Hans Specht   |

### II. Gruppe
Formé le 15 octobre 1944 à Brieg à partir du I./JG 117 avec :
- Stab II./JG 105 à partir du Stab I./JG 117
- 5./JG 105 à partir du 1./JG 117
- 6./JG 105 à partir du 2./JG 117
- 7./JG 105 à partir du 3./JG 117
- 8./JG 105 nouvellement créé

Le 4 février 1945, le II./JG 105 est transféré au Stab/JG 103, et le I./JG 108 est attaché au Stab/JG 105. 
Le II./JG 105 est dissous le 15 mars 1945.
Gruppenkommandeure :
| Début           | Fin          | Grade | Nom          |
| --------------- | ------------ | ----- | ------------ |
| 15 octobre 1944 | 30 mars 1945 | Major | Kuno Ebeling |